# Rosopaella evansi
Rosopaella evansi är en insektsart som beskrevs av Webb 1983. Rosopaella evansi ingår i släktet Rosopaella och familjen dvärgstritar. Inga underarter finns listade i Catalogue of Life.